# Transports en commun d'Angoulême
Les transports en commun du Grand Angoulême forment un réseau de bus exploité par la Société de transport du Grand Angoulême (STGA) sous le nom commercial Möbius. Ces bus permettent des échanges entre la ville d'Angoulême et son agglomération. Le réseau couvre 33 communes pour environ 141 498 habitants.
Le réseau de bus est formé de 19 lignes, dont 7 circulent le dimanche. La plupart des lignes passent ou aboutissent au pôle d'échange de Franquin (centre-ville d'Angoulême).

## Histoire

### Le tramway d'Angoulême

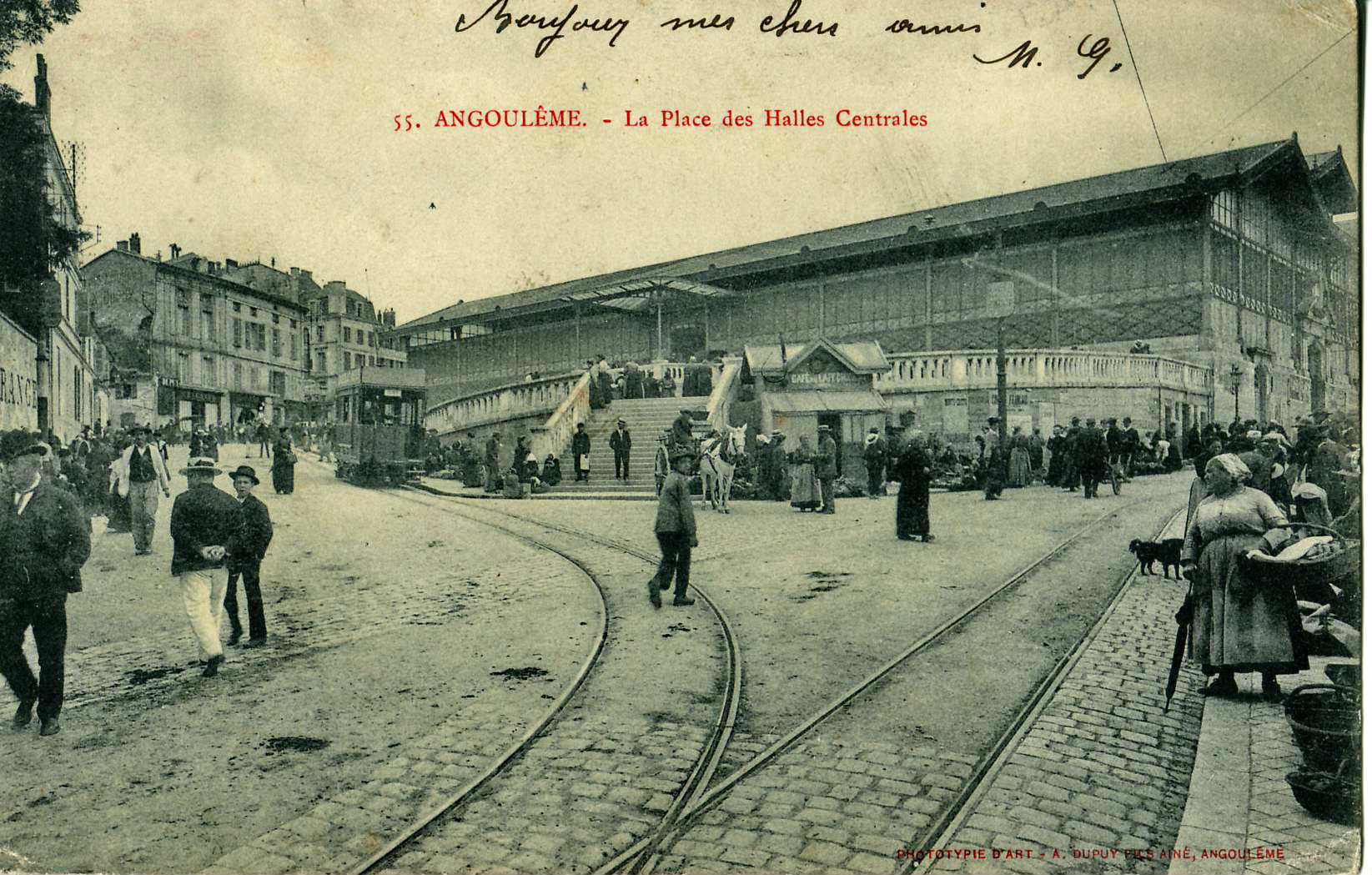
Le tramway, Place des Halles centrales.

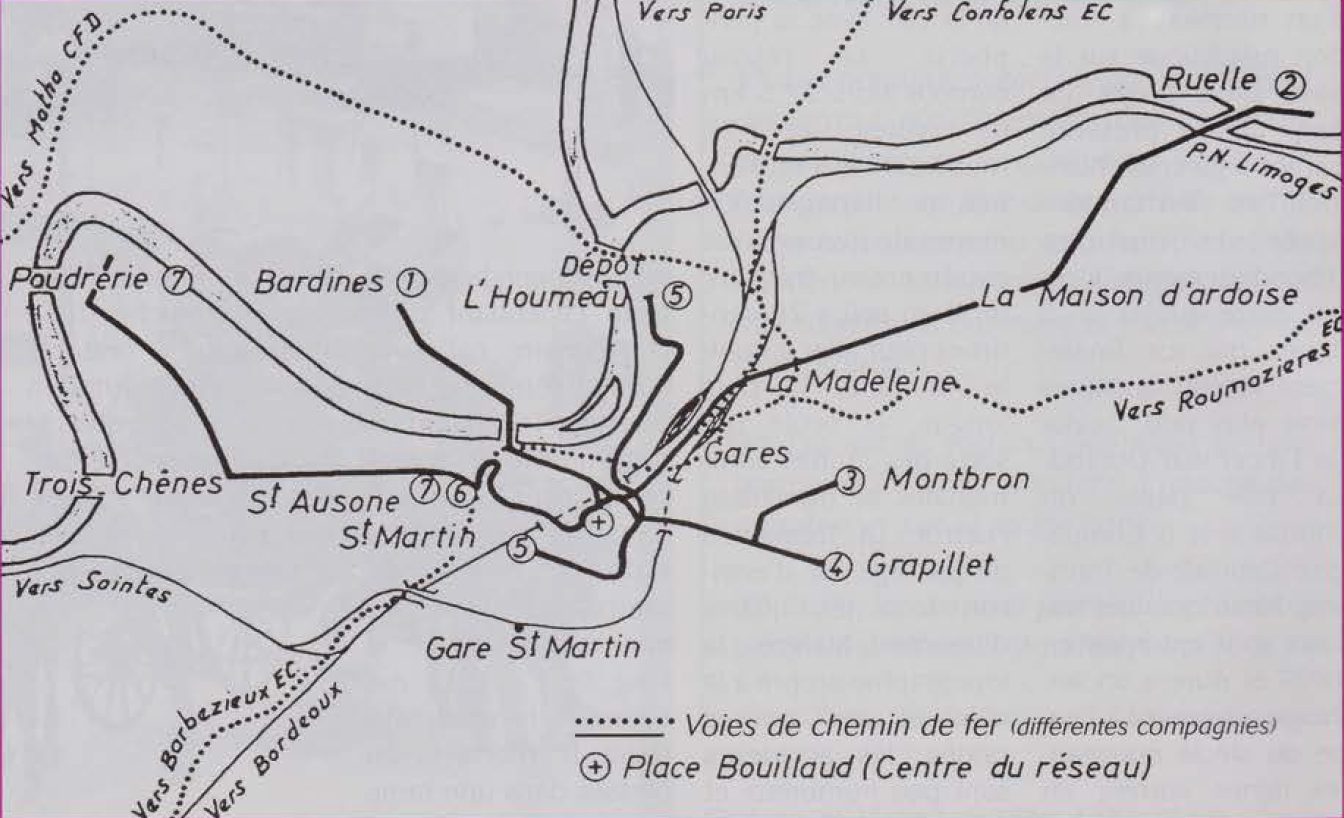
Plan du réseau de tramway d'Angoulême.

C'est en 1894 que le conseil municipal vote le principe de l'établissement d'un tramway à traction mécanique.
Initialement prévu sur la base d'un projet de deux lignes présenté par les ingénieurs Blanloeil et Vernandon, c'est un autre projet de 5 lignes qui est finalement retenu quelques mois plus tard : celui de l'ingénieur Durand.
La ville passe alors un contrat avec la Compagnie centrale de tramway électrique. Les travaux sont alors lancés en 1899 et durent un an :
| Ligne | Dessertes | Mise en service                                                            |
| ----- | --- | -------------------------------------------------------------------------- |
| 1     | Place du Marché Neuf (Actuelle Place Bouillaud) ↔ Place de l'Hôtel de Ville ↔ Rampe du Palet à Saint Cybard (Actuelle Avenue de Cognac) ↔ Le pont de la Charente ↔ Cimetière de Bardines | décembre 1900                                                              |
| 2     | Jardin Public (Actuel Jardin Vert) ↔ Place de l'Hôtel de Ville ↔ Rampe d'Aguesseau ↔ Ruelle-sur-Touvre                                                                                   | 17 décembre 1900                                                           |
| 3     | Place du Marché Neuf (Actuelle Place Bouillaud) ↔ Rue de Périgueux ↔ Place Victor Hugo ↔ Faubourg de Bel Air                                                                             | Travaux réalisés seulement en 1904 à la suite d'un désaccord sur le tracé. |
| 4     | Place du Marché Neuf (Actuelle Place Bouillaud) ↔ Octroi de Grapillet | 21 décembre 1900                                                           |
| 5     | Place Saint Martin ↔ Octroi de la rue de Paris (l'Houmeau) | 17 décembre 1900                                                           |
| 6     | Place Bouillaud / Jardin vert ↔ Route de Bordeaux ↔ rue Saint-Ausone |                                                                            |
| 7     | Poudrerie Nationale (Actuel 3 Chènes / Basseau ) ↔ rue Saint-Ausone |                                                                            |

Après la Première Guerre mondiale, le service de tramway s'essouffle. Les lignes sont réduites puis fermées. Les derniers tramways seront retirés du réseau en 1933, laissant alors la place aux cars des Frères Robin. La Compagnie Centrale des Tramways Electriques exploite alors les lignes avec des Autobus.

### Les frères Robin
Henri, Albert et Joseph Robin, trois frères originaires de Saint-Yriex montent leur propre compagnie "les autobus Frères Robin". Les débuts sont difficiles puisque la Compagnie Centrale des Tramways Électriques possède le monopole de la desserte sur Angoulême jusqu'en 1948 et a des arguments pour empêcher la concurrence : "Interdiction à tout entrepreneur de transport exploitant des véhicules sur les lignes appartenant au CCT de dépasser un tramway ou un autobus de cette compagnie, de déposer ou de prendre en charge des voyageurs sur la commune d'Angoulême.
Les frères Robin passent outre aux interdictions malgré les amendes et finissent en 1933 par obtenir les droits d'exploitation des anciennes lignes Angoulême ↔ Cimetière de Bardines (ancienne ligne 1), Angoulême ↔ Ruelle-sur-Touvre (ancienne ligne 2) et La Couronne ↔ Nersac.
Après la Seconde Guerre mondiale,en 1948, la concession à la Compagnie Centrale des Tramways Électriques prend fin. La ville passe alors une convention avec les Autobus Robin Frères.
7 lignes seront alors définies, sans qu'elles changent pendant 20 ans, le réseau évoluera alors en 1968 pour tenir compte de l'urbanisation de quartiers périphériques comme Ma Campagne, Bel Air ou encore la Grande Garenne.

#### En 1948
| Ligne  | Dessertes                                                      |
| ------ | -------------------------------------------------------------- |
| 1      | Place Bouillaud ↔ Sillac                                       |
| 2      | Place du Mûrier (Actuelle Place Louvel) ↔ Les 3 Chênes         |
| 3      | Place Bouillaud ↔ Cimetière de Bardines                        |
| 4      | Place Bouillaud ↔ L'Houmeau                                    |
| 5      | Place Bouillaud ↔ Route de Limoges                             |
| 5 bis  | Carrefour de Périgueux ↔ Carrefour de Lille ↔ Route de Limoges |
| 5 ter  | Place Bouillaud ↔ La Madeleine ↔ Pisany                        |
| 6      | Place Bouillaud ↔ Grapillet                                    |
| 7      | Place Bouillaud ↔ Pont de l'Hérisson                           |
| 8      | Place Bouillaud ↔ Ma Campagne                                  |
| 9      | Place Bouillaud ↔ Bel Air                                      |
| 10     | Place Bouillaud ↔ Grande Garenne                               |
| 10 bis |                                                                |

## Le réseau actuel
Pour le réseau actuel, un article plus détaillé est disponible ici : Réseau Möbius.
Le réseau est constitué sur l'année scolaire 2019-2020 par les lignes de bus suivantes :
- 2 lignes BHNS, circulant de 5h30 à 22h ainsi que les dimanches et jours fériés.
- 10 lignes régulières, passant par le centre-ville, dont 5 les dimanches et jours fériés.
- 5 lignes relais
- 1 ligne Express reliant la commune de Pumoyen et la Gare SNCF
- 1 Navette Nautilis reliant l'Hôtel de Ville d'Angoulême au Plan d'Eau de Saint-Yrieix
- 12 zones de transport à la demande (TAD)
- 28 lignes à dominante scolaire
- 2 lignes Studibus, ayant pour but d'emmener les élèves internes à leurs établissements scolaires la veille de la reprise des cours

## Nouvelle agglomération et réorganisation du réseau

### Le bus à haut niveau de service
Le 9 juillet 2010, le conseil municipal de la ville d'Angoulême a adopté le projet de transport en commun en site propre. Deux lignes de bus à haut niveau de service seront donc mises en service d'ici 2018.
Les premières études archéologiques ont débuté dans le courant du mois de février 2017.
| Ligne   | Parcours |
| ------- | --- |
| Ligne A | La Couronne Gare - Zone commerciale Auchan - Centre Hospitalier "Girac" - Hôtel de ville - Gare SNCF - La Madeleine - Hugo Z.I. 3 - Ruelle cité scolaire |
| Ligne B | Saint-Michel Grande Garenne - Basseau - Rue de Basseau - Hôtel de ville - Champ de Mars - Rue de Périgueux - Soyaux Champ de Manœuvres                   |

### Dépôt
Le dépôt bus se situe Rue de Bordeaux à côté du Castorama.

### Nouvelle communauté d'agglomération
À la suite de la création du Grand Angoulême à 38 communes, une réorganisation du réseau semble s'imposer. Les nouvelles communes étant majoritairement rurales, les élus semblent s'orienter vers le transport à la demande.